# Aresaces
Aresaces foi uma tribo antiga dos tréveros. Instalaram-se na região de influência leste extrema dos tréveros em Hesse Renano até a área em torno de Mogoncíaco (atual Mainz).